# Руше (Жалець)
Руше (словен. Ruše) — поселення в общині Жалець, Савинський регіон, Словенія. 
Висота над рівнем моря: 267,2 м.